# Iermakovo (Marí El)
|  | Per a altres significats, vegeu «Iermakovo». |

Iermakovo (en rus: Ермаково) és un poble de la República de Marí El, a Rússia, que en el cens del 2010 tenia 28 habitants. Pertany al districte rural de Kozmodemiansk.